# Southern hip hop
Il Southern hip hop, detto anche southern rap, south coast hip hop o dirty south è l'etichetta di un genere regionale della musica hip hop che emerse nel Sud e nel Sud-Est degli USA, specialmente ad Atlanta, New Orleans, Houston, Memphis e Miami—cinque città che costituiscono il "Southern Network" (la rete del Sud) nella musica rap. È caratterizzato da un suono "rimbalzante" e accattivante.
Il southern hip hop fu una reazione alla cultura hip hop di New York e di Los Angeles e può essere considerato un terzo grande genere dell'hip hop americano, dopo l'East Cost hip hop e il West Coast hip hop. Molti dei primi rapper del sud hanno pubblicato la loro musica indipendentemente o attraverso i mixtape, dopo aver incontrato difficoltà nell'ottenere contratti con le etichette discografiche negli anni '90. All'inizio degli anni 2000, molti artisti del sud avevano raggiunto il successo nazionale e, verso lo scadere del primo decennio, le varietà mainstream e underground dell'hip-hop meridionale divennero tra le più popolari e influenti dell'intero genere.

## Storia
Negli anni 1980, la crescita e la diffusione della cultura hip hop da New York e dalla California spronò le città del sud degli Stati Uniti a sviluppare le rispettive scene hip hop locali. Senza un vasto mercato urbano come quello di New York e della California, le major discografiche ignorarono il sud degli States per più di un decennio, costringendo gli artisti di Southern hip hop a pubblicare i loro dischi in maniera indipendente. Il mercato dei mixtape ha avuto un ruolo preponderante nel successo di molti degli artisti di Southern hip hop odierni.
A Miami, un genere che si distingueva per i bassi pesanti, chiamato Miami bass, si sviluppò dall'electro hop e da simili generi dance influenzati dall'hip hop, tra i maggiori esponenti furono Luther Campbell ed il suo gruppo, i 2 Live Crew. 2 Live Crew si rovinarono la reputazione con il loro album Nasty As They Wanna Be (1989), "messo all'indice" in Florida con conseguenze ancora più gravi per i membri della band, arrestati per oscenità, accuse poi cadute. La scena del Miami Bass che i 2 Live Crew rappresentarono all'epoca, è semplicemente una forma di southern hip hop, il Miami Bass, con il suono da "club", riuscì a guadagnarsi un po' di rispetto dagli amanti dell'hip hop.
Il primo gruppo che riuscì a dare al southern hip hop la notorietà degli altri sottogeneri fu the Geto Boys. La Geto Boys di Houston era formata da Willie D, Bushwick Bill, e Scarface. Houston fu la prima città dopo New York e Los Angeles ad attrarre l'attenzione del mondo dell'hip hop. Le capacità musicali dei Geto Boy si videro già nel 1989 con Grip It! On That Other Level, che catturò l'attenzione della Def Jam Records di Rick Rubin, che si assicurò la produzione del loro debutto nazionale, l'album del 1990 The Geto Boys. Tuttavia, fu la hit del 1991, Mind Playin' Tricks on Me, che permise alla band di uscire dai confini precedentemente tracciati per il southern hip hop. Le liriche grezze sulla paranoia e sulle menti perdute provò alla nazione che il southern hip hop era molto di più che Vanilla Ice. La canzone è considerata un classico del genere, tanto da influenzare gli artisti anche oggigiorno, come ha rimarcato André 3000 degli OutKast nel 2004:
Scarface dei Geto Boys successivamente si lanciò in una carriera solista di successo, tanto da essere soprannominato come l'originale "King of the South".
Dopo il successo dei Geto Boys, Houston diventò in fretta la città capofila del southern hip hop. Famosissimi gruppi come UGK (da Port Arthur, Texas) ed 8 Ball & MJG (da Memphis, Tennessee) si trasferirono a Houston nei tardi anni '80. Entrambi i gruppi realizzarono dischi diventati classici del genere come l'album UGK Too Hard to Swallow (1992) e Comin' Out Hard di 8 Ball & MJG (1993). Houston è anche la città natale dell'etichetta Rap-A-Lot records, la prima label di successo che pubblicava dischi di southern hip hop.
A Memphis, gli Arrested Development pubblicarono il loro album cinque mesi dopo Mind Playin' Tricks on Me. Il loro senso dell'umorismo li spinse a scegliere 3 Years, 5 Months & 2 Days in the Life Of... come singolo dell'LP, estremamente diverso dal Miami bass e dal gangsta rap di Houston, con le sue liriche a tema sessuale e i loro bassi pesanti, nonostante questo ottennero buone vendite e buone recensioni.
Mentre Arrested Development non furono capaci di mantenere il loro trend positivo, il loro successo preparò comunque il terreno all'esplosione del southern hip hop con l'arrivo a metà decennio di artisti quali OutKast, Goodie Mob e Three 6 Mafia.